# Dogú

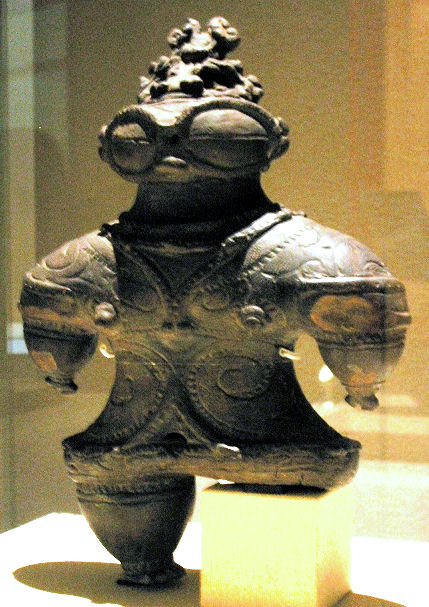
Dogu (Tokijské národní muzeum, Japonsko)

Dogú (japonsky: 土偶) jsou malé hliněné sošky z japonského období Džómon (přibližně 10 000 př. n. l. - 300 př. n. l.). Sošky mívají zoomorfní i antropomorfní tvary. Ve valné většině případů zpodobňují obvykle těhotné ženské postavy, mužská zpodobnění jsou velmi vzácná. Přesná funkce sošek dosud není známa. Podle newyorského Metropolitního muzea umění podoba figurek naznačuje jejich spojení s plodností a šamanskými rituály. Některé sošky vypadají jakoby měly brýle, pročež jsou jejich oči mnohokrát zvětšené.
Figurky byly nalezeny takřka po celém území Japonska, zejména pak v jeho východních částech. Počet nalezených figurek se pohybuje v řádech tisíců.